# 8号防災
8号防災（8ごうぼうさい）は、福井県越前市春日野町から同県南条郡南越前町大良（だいら）に至る、延長7.4 km（キロメートル）の国道8号の道路改良事業である。
当該区間の現道は異常気象時の事前通行規制区間（連続雨量200 mm）に指定されているが、日本海側の大動脈であり、北陸自動車道と並行して嶺北と嶺南を繋ぐ数少ない経路であることから昼夜通して通行が多く、安定した通行を維持するために実施される防災対策事業である。

## 歴史
- 1968年（昭和43年）1月20日 - 有料道路の武生有料道路（武生トンネルを含む）が無料化[2][3]。道路管理が日本道路公団から建設省（現在の国土交通省の前身）へ移管。
- 1973年（昭和48年） - 事業化[1]。
- 1978年（昭和53年）11月21日 - 武生トンネルのバイパスとなる「新武生トンネル」が開通[4]。武生市（現在の越前市）春日野町 - 同市具谷地区（延長2.4 km）が供用開始。
- 1998年（平成10年）12月 - 河野村（現在の南越前町）大良地区（延長2.2 km）が供用開始[1]。
- 2009年（平成21年）12月 - 南越前町赤萩地区（延長1.2 km）が供用開始[1][5]。

## 事業区間
越前市春日野町 - 南越前町大良（総延長7.4 km）

### 赤萩局改
南越前町具谷から大良に至る区間は赤萩局改（赤萩防災、総延長2.8 km）という事業で、道路を新設して抜本的な改良を行っている。
- このうち、桜トンネル（404 m）、新桜橋（100 m）と河野川橋（121.5 m）が完成し、2009年（平成21年）に終端側（西寄り）1.2 kmが開通している[1][5]。なお、供用を開始していない1.6 kmの区間については、事業終了の予定が未定となっている。

### 備考
- 1978年に新武生トンネル（下り線、1,095 m）が完成している[4]。その際に従前片側交互通行としていた武生トンネル（835 m）は上り線専用トンネルに改修、新武生トンネルは走行車線と登坂車線の計2車線となっている。

## その他
- 越前市塚原町（福井バイパス終点）から敦賀市田結（敦賀バイパス起点）までは、この「8号防災」の区間も含めて急カーブやトンネル（10か所）が連続する区間であり、道の駅河野以南は狭隘な区間が連続するために大幅な改良が難しくなっている。